# Timothy Rowe
Timothy Rowe (* 1953) ist ein US-amerikanischer Wirbeltier-Paläontologe und Zoologe.
Rowe studierte Geologie am Occidental College mit dem Bachelor-Abschluss 1975, erhielt 1981 einen Master-Abschluss in Anatomie von der University of Chicago und wurde 1986 an der University of California, Berkeley in Paläontologie promoviert. 1975/76 war er als Thomas J. Watson Fellow und führenden paläontologischen Museen in Europa und Südafrika und 1978 bis 1981 war er Senior Paleontologist am Museum of Northern Arizona in Flagstaff. 1983/84 war er Fellow in Residence am National Museum of Natural History. Ab 1986 war er an der University of Texas at Austin, an der er Professor ist und Direktor des Vertebrate Paleontology Laboratory. Er ist Nalle Gregory Regents Professor in Geological Sciences.
Für seine innovative Arbeit der Einbeziehung digitaler Techniken in der Untersuchung von Fossilien erhielt er 1989 bis 1994 den Presidential Young Investigator Award (als erster Paläontologe). 1997 gründete er mit William Carlson die X-ray Computed Tomography Facility (UTCT). Er unterhält die Webseite Digital Morphology mit hochauflösender digitalen Röntgen-Computertomographie Aufnahmen zur Zoologie und Paläontologie.
Er grub insbesondere im Südwesten der USA aus (in Schichten vom Perm bis zum Tertiär), aber auch in Mexiko, Europa und Südafrika. Er befasst sich mit der Entwicklung und Anatomie des Wirbeltier-Skeletts sowohl bei rezenten als auch bei fossilen Arten, des Gehirns und sensorischen Systems und der Fauna der Western Interior Region Nordamerikas (vom Perm bis zum Mesozoikum). 

## Schriften
- mit Lowell Dingus The mistaken extinction: dinosaur evolution and the origin of birds, Freeman 1998
- mit Ronald S. Tykoski Ceratosauria, in Weishampel, Osmolska, Dodson The Dinosauria, University of California Press, 2. Auflage 2004